# Frankie Dusen

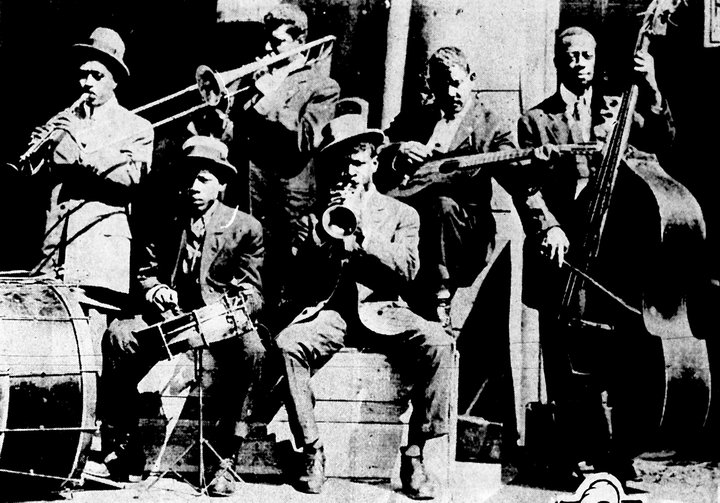
Eagle Band 1916, von links Big Eye Nelson, Chinee Foster, Frankie Dusen (mit Zugposaune), Buddy Petit, Lorenzo Staulz, Dandy Lewis

Frank „Frankie“ Dusen junior, auch Duson (* 1880 in Algiers, Louisiana; † 1940) war ein US-amerikanischer (Ventil-)Posaunist und Bandleader des New Orleans Jazz.
Dusen stammte aus Algiers gegenüber New Orleans am Mississippi. Er spielte in der Band von Buddy Bolden in New Orleans und übernahm 1907 von dem zunehmend dementen Buddy Bolden die Band und führte sie als Eagle Band weiter. Sie waren bis 1917 in New Orleans sehr populär. In diesem Jahr beschloss er mit anderen Bandmitgliedern wie Buddy Petit und Wade Whaley zu Jelly Roll Morton nach Los Angeles zu gehen. Dusen und die anderen überwarfen sich jedoch mit Morton, der sich über die seiner Meinung nach provinziell gekleideten und sich provinziell verhaltenden Musiker aus New Orleans lustig machte. Nach seiner Rückkehr 1918 nach New Orleans gründete er eine neue Band, mit der er auch auf dem Mississippi-Dampfer S. S. Capitol spielte. Später spielte er gelegentlich mit dem Orchester von Louis Dumaine. Er starb verarmt.
In seiner Zeit in New Orleans galt er wie Bolden als Frauenheld und war ein Spieler. Danny Barker beschrieb ihn als groß gewachsen, der mit seinem vollen schwarzen Haar wie ein Indianer aussehen würde und selten lächelte.